# لس گاتچز
لزلی لایل گاتچز (به انگلیسی: Leslie lyle gutches؛ زادهٔ ۲۱ فوریهٔ ۱۹۷۳) کشتی‌گیر پیشین و مربی کشتی آمریکایی است. او در دستهٔ میان‌وزن کشتی آزاد برنده یک مدال طلا (۱۹۹۷) و یک برنز (۱۹۹۹) از مسابقات قهرمانی کشتی جهان و نیز برندهٔ یک مدال طلای بازی‌های پان امریکن (۱۹۹۵) و یک مدال طلای بازی‌های گودویل (۱۹۹۸) است. گاتچز در کشتی دانشگاهی آمریکا نیز در سال ۱۹۹۶ قهرمان مسابقات ان‌سی‌ای‌ای در دستهٔ ۱۷۷ پوند و برندهٔ جایزه دنی هاج به عنوان بهترین کشتی‌گیر کالج سال آمریکا شد.
گاتچز ملی‌پوش دستهٔ ۸۲ کیلوگرم آمریکا در المپیک ۱۹۹۶ آتلانتا بود که به مقام هفتم رسید. او در قهرمانی جهان ۱۹۹۷ کراسنویارسک با پیروزی بر مدعیانی مانند علیرضا حیدری از ایران، حاجی‌مراد ماگومدوف از روسیه و الدار اسانوف از اوکراین به قهرمانی رسید اما در قهرمانی جهان ۱۹۹۹ آنکارا در نیمه‌نهایی برابر ماگومدوف روس باخت و به مدال برنز رسید.